# Narrativa d'inchiesta
La narrativa d'inchiesta è quel genere di narrativa che racconta eventi d'attualità realmente accaduti o verosimili di cui per lo più l'autore è stato testimone diretto o indiretto, per denunciare le problematiche sociali, economiche, politiche ed etiche di un particolare contesto storico-culturale.

## Caratteristiche
Ha in comune con il giornalismo d'inchiesta l'oggetto - fatti reali e contemporanei alla narrazione (talvolta appena romanzati o risalenti a pochi anni prima) rappresentanti crimini contro l'umanità o una collettività, situazioni di guerra, povertà o discriminazione - e lo scopo - riportare con fedeltà la realtà narrata per informare e far riflettere il lettore sulle problematiche raccontate, offrendo potenzialmente uno strumento per risolverle.
Mutua quindi dall'inchiesta giornalistica lo stile e il punto di vista: il narratore generalmente è autodiegetico, coincide con l'autore e, anche se in tono obiettivo, esprime, esplicitamente o implicitamente, la propria opinione sull'argomento. Non è un caso che spesso gli esponenti della narrativa d'inchiesta siano a loro volta giornalisti.
Esprime quindi una funzione morale e civile della letteratura e dell'intellettuale come figura socialmente impegnata.
Si accomuna quindi ad altri generi realistici come il memoriale e il romanzo sociale, ma se ne distacca per l'atteggiamento gironalistico; può assumere la forma del romanzo, racconto, diario, saggio.

## Storia
È un genere molto recente: si sviluppa a fine Novecento dalla crisi del Postmodernismo per la riscoperta dei contrasti politici e delle disparità socioeconomiche: esempi sono  Condannato a morte di suor Helen Prejean, sull'esperienza dei condannati a morte, Leggere Lolita a Teheran, di Azar Nafisi, sulla vita delle donne iraniane; Gomorra, di Roberto Saviano, sulla camorra napoletana; L'incantratrice di numeri di Maria Bellucci sulle figure professionali, spesso celate dietro denominazioni elusive, che offrono sesso a pagamento in rete.